# Beach
Beach és una població dels Estats Units a l'estat de Dakota del Nord. Segons el cens del 2000 tenia 1.116 habitants.

## Demografia
Segons el cens del 2000, Beach tenia 1.116 habitants, 470 habitatges, i 292 famílies. La densitat de població era de 235,5 hab./km².
Dels 470 habitatges en un 28,3% hi vivien nens de menys de 18 anys, en un 51,7% hi vivien parelles casades, en un 7% dones solteres, i en un 37,7% no eren unitats familiars. En el 36% dels habitatges hi vivien persones soles el 19,1% de les quals corresponia a persones de 65 anys o més que vivien soles. El nombre mitjà de persones vivint en cada habitatge era de 2,29 i el nombre mitjà de persones que vivien en cada família era de 3.
Per edats la població es repartia de la següent manera: un 25,4% tenia menys de 18 anys, un 5,4% entre 18 i 24, un 22% entre 25 i 44, un 21,6% de 45 a 60 i un 25,6% 65 anys o més.
L'edat mediana era de 43 anys. Per cada 100 dones de 18 o més anys hi havia 76,3 homes.
La renda mediana per habitatge era de 28.977 $ i la renda mediana per família de 35.536 $. Els homes tenien una renda mediana de 25.515 $ mentre que les dones 17.857 $. La renda per capita de la població era de 14.450 $. Entorn del 10,9% de les famílies i el 17,6% de la població estaven per davall del llindar de pobresa.

## Poblacions més properes
El següent diagrama mostra les poblacions més properes.